# Die wandelnden Türme
Die wandelnden Türme ist ein Familien-Brettspiel der deutschen Spieleautoren Michael Kiesling und Wolfgang Kramer, das im Jahr 2022 beim Verlag Abacusspiele erschienen ist. Es handelt sich um ein durch Karten getriebenes Laufspiel, bei dem die Mitspieler als Zauberlehrlinge jeweils ihre Spielfiguren in ein bewegliches Ziel, die „Rabenburg“, bringen und vorher ihre Zaubertrankflaschen auffüllen müssen.

## Thema und Ausstattung
Bei Die wandelnden Türme versuchen die Mitspieler jeweils in der Rolle von Zauberlehrlingen ihre Spielfiguren in die bewegliche „Rabenburg“ zu bringen. Vorher müssen sie allerdings ihre Zaubertrankflaschen füllen, indem sie gegnerische Figuren mit den „wandelnden Türmen“ bedecken und somit verstecken. Das Spiel verbindet entsprechend Elemente eines kartengetriebenen Laufspiels mit einem Merk- und Verdeckspiel ähnlich den Mechanismen von Geistertreppe und Hexentanz. Das Spielmaterial besteht neben einer Spielanleitung aus einem Laufparcours mit 16 Feldern, der aus vier Landschaftsteilen zusammengesetzt wird, neun dreidimensionalen Türmen, einer Rabenburg, 90 Bewegungskarten, acht Zauberspruchplättchen, einem Startspielermarker, einem sechsseitigen Würfel sowie 24 Spielfiguren und 36 Zaubertrankflaschen in je sechs Spielerfarben.
Die Gestaltung der Spielelemente und der Spielschachtel stammt von dem Grafiker Michael Menzel.

## Spielweise

### Vorbereitung
Die wandelnden Türme wird gegeneinander gespielt. Die Spieler erhalten zu Spielbeginn jeweils bis zu fünf Spielfiguren und sechs Zaubertrankflaschen ihrer Spielerfarbe, abhängig von der Anzahl der Mitspieler. Aus den vier Landschaftsteilen wird der Laufparcours zusammengesetzt. Die Rabenburg kommt auf das entsprechend gekennzeichnete Feld, auf die im Uhrzeigersinn folgenden neun Felder werden die Türme abwechselnd je mit und ohne Rabenschild aufgestellt. Aus den neun verfügbaren Zaubersprüchen werden zwei ausgewählt und offen in die Mitte des Parcours gelegt, zusammen mit dem Würfel. Die Bewegungskarten werden gemischt und jeder Spieler bekommt verdeckt drei Handkarten, die restlichen Karten bilden einen verdeckten Nachziehstapel. Danach wird ein Startspieler bestimmt, der eine seiner Figuren auf den ersten Turm hinter der Rabenburg stellt, im Uhrzeigersinn folgen jeweils Figuren der anderen Spieler und wenn der letzte Turm erreicht wird, setzt der folgende Spieler seine Figur wieder auf den ersten Turm, bis alle Spielfiguren verteilt sind.

### Spielregeln
Das Spiel beginnt mit dem Startspieler und wird im Uhrzeigersinn gespielt. Der jeweils aktive Spieler führt in seinem Zug zwei Aktionen durch, indem er jeweils eine Bewegungskarte aus seiner Hand auf den offenen Ablagestapel legt und die darauf verzeichnete Bewegung mit einer seiner Figuren oder einem der Türme durchführt. Danach zieht er zwei Karten vom Nachziehstapel nach und der nächste Spieler ist an der Reihe.
Bei den Bewegungskarten gibt es Karten für die Bewegung einer Spielfigur, eines Turmes sowie einer Figur oder eines Turmes. Zudem kann eine Anzahl von Zugfeldern vorgegeben sein oder es ist ein Würfel abgebildet und der Spieler muss die Anzahl der Schritte auswürfeln. Grundsätzlich gilt, dass die Anzahl der angegebenen oder gewürfelten Schritte sowohl bei der Spielfigur wie auch beim Turm vollständig genutzt werden muss:
- Wird eine Magier gezogen, so darf dies nur ein eigener sichtbarer Magier sein und die Bewegung kann auf einem freien Feld, einem Turm oder der Rabenburg enden. Endet der Zug auf der Rabenburg, wird der Magier in die Burg geworfen und bleibt dort bis zum Spielende. Jedes Mal, wenn ein Magier in die Rabenburg kommt, wird diese auf das nächste freie Feld oder den nächsten freien Turm mit einem Rabenschild gezogen.[1]
- Wird ein Turm gezogen, darf ein beliebiger Turm gewählt werden. Dabei gelten sowohl einzelne Türme wie auch Turmstapel als Turm, ebenso wie beliebig große Teile eines Turmstapels. Die Rabenburg ist kein Turm, sie kann aber bewegt werden, wenn sie auf einem Turm oder einem Turmstapel steht. Endet der Zug mit einem Turm auf einem Feld, auf dem bereits ein anderer Turm steht, wird er auf diesen platziert. Endet er auf einem Feld, auf dem Magier stehen, werden diese eingesperrt und damit unsichtbar. Alle Magier, die sich auf oder in einem Turm befinden, reisen mit diesem mit.[1]

Immer wenn ein oder mehrere Magier durch das Versetzen eines Turmes eingesperrt werden, darf der entsprechende Spieler eine seiner leeren Zaubertrankflaschen füllen. Gefüllte Flaschen darf er im weiteren Spiel einsetzen, um die in der Mitte ausliegenden Zaubersprüche durchzuführen. Dafür bezahlt er die Anzahl der auf dem Plättchen angegebenen vollen Flaschen und darf dafür einmalig eine Sonderaktion entsprechend dem Zauberspruch ausführen.
Das Spiel endet, sobald ein Spieler alle seine Zaubertrankflaschen gefüllt und danach seine letzte Magierfigur zur Rabenburg gebracht hat. Diese Figur darf er nur dann in die Burg führen, wenn alle Flaschen gefüllt wurden. In dem Fall wird die laufende Runde bis zum Startspieler weitergespielt und wenn in der Runde weitere Spieler das Spiel beenden, gewinnt der Spieler, der zusätzlich am wenigsten Tränke für Zaubersprüche ausgegeben hat.

### Variante „Teamspiel“
Das Spiel kann auch als Teamspiel gespielt werden. Dabei werden jeweils Teams aus zwei Spielern gebildet, die sich gegenseitig helfen können. Der jeweils aktive Spieler darf in dieser Variante seinen Partner einmal pro Runde fragen, ob er eine passende Karte hat und sich diese verdeckt geben lassen oder dem Partner eine verdeckte Karte zum Tausch anbieten. Zudem können volle Zaubertrankflaschen an den Partner gegeben werden, damit dieser Zaubersprüche nutzen kann. Hat ein Spieler alle seine Magier in die Rabenburg geführt, kann er zudem in seinen folgenden Runden mit den Figuren seines Partners spielen.
Ein Team gewinnt in dieser Variante, wenn alle Figuren beider Spieler ihre Zaubertrankflaschen gefüllt und die Rabenburg erreicht haben.

### Variante „Meistermagier“
In der Variante „Meistermagier“ können beliebig viele Zauberspruchplättchen ausgelegt und von den Spielern genutzt werden. Die Zaubersprüchen können während des eigenen oder des Zugs eines anderen Spielers eingesetzt, für oder gegen andere Spieler und auch mehrfach hintereinander genutzt werden. Dadurch können auch Bewegungen der aktiven Spieler unterbrochen oder unmöglich gemacht werden.

## Entwicklung und Veröffentlichung
Das Spiel Die wandelnden Türme wurde von den deutschen Spieleautoren Michael Kiesling und Wolfgang Kramer entwickelt und erschien 2022 bei dem Verlag Abacusspiele in einer deutschen und englischen Version sowie parallel auf Englisch bei Capstone Games, auf Französisch bei dem Verlag Oya, auf Tschechisch bei MINDOK, auf Niederländisch bei HOT Games und auf Koreanisch bei MTS Games.
Der Verlag veröffentlichte zudem kurz nach Erscheinen Regeln für eine zusätzliche Solospielvariante sowie zwei weitere Zauberspruchplättchen für das Spiel.

## Rezeption
Das Spiel wurde von mehreren Kritikern und auf mehreren Plattformen überwiegend mittelmäßig bis positiv bewertet. Stefan Duksch gibt dem Spiel bei seiner Rezension in der Fachzeitschrift spielbox sechs von zehn möglichen Punkten und beschreibt es als „Wohlfühlspiel mit übersichtlichen Regeln und übersichtlicher Dauer“, bei dem Vielspieler allerdings das Gefühl haben werden, „einzelne Elemente […] schon vor zehn oder zwanzig Jahren auf dem Tisch gehabt zu haben“; doch für diese sei Die wandelnden Türme „auch nicht gedacht.“ Sein Kollege Edwin Ruschitzka bewertet das Spiel dagegen in der gleichen Rezension mit neun Punkten und bezeichnet es als „perfektes, in der Grundversion leicht taktisches Familienspiel mit schönem Ärgerfaktor.“
Laut Udo Bartsch ist es nur „mäßig“ und vor allem unausgewogen bezüglich der Chancengleichheit. Er hält bereits die „Startsituation für unglücklich“: „Wer hinten sitzt, findet im ersten Zug oft kaum noch Figuren vor, um damit zu ziehen. Und hat, weil schon vieles überbaut ist, auch schlechtere Chancen, um Figuren zu überdecken und damit Zaubertränke zu füllen, mit denen wiederum kommende Züge gestärkt werden können.“ Die Plattform brettspielblog.ch vermerkt jedoch: Im Spiel „vermischen sich Laufspiel und Merkspiel zu einer wunderbaren Einheit. Hier gibt es Spiel, Spass und Spannung.“ Das Blog „Reich der Spiele“ bezeichnet Die wandelnden Türme als „wirklich tolles, flottes Familienspiel mit hübschem Spielmaterial, das schnell erklärt ist und aufgrund der angenehm kurzen Spielzeit zu mehreren aufeinanderfolgenden Partien einlädt.“
Im Jahr 2024 wurde Die wandelnden Türme in der englischen Version einer der fünf Preisträger der Mensa Select Games der amerikanischen Sektion des Verbandes Mensa International.

## Belege
1. 1 2 3 4 5 6 7 8 9 10 11 12  Spielanleitung Die wandelnden Türme (Memento des Originals vom 7. April 2023 im Internet Archive)  Info: Der Archivlink wurde automatisch eingesetzt und noch nicht geprüft. Bitte prüfe Original- und Archivlink gemäß Anleitung und entferne dann diesen Hinweis., Abacusspiele 2022
2. ↑  
Die wandelnden Türme, Versionen bei BoardGameGeek. Abgerufen am 7. April 2023.
3. ↑  Spielanleitung Die wandelnden Türme – Solospiel-Variante (Memento des Originals vom 7. April 2023 im Internet Archive)  Info: Der Archivlink wurde automatisch eingesetzt und noch nicht geprüft. Bitte prüfe Original- und Archivlink gemäß Anleitung und entferne dann diesen Hinweis., Abacusspiele 2022
4. ↑  Spielanleitung Die wandelnden Türme – Karte nehmen (Memento des Originals vom 7. April 2023 im Internet Archive)  Info: Der Archivlink wurde automatisch eingesetzt und noch nicht geprüft. Bitte prüfe Original- und Archivlink gemäß Anleitung und entferne dann diesen Hinweis., Abacusspiele 2022
5. ↑  
Spielanleitung Die wandelnden Türme – Zaubertrankflasche füllen, Abacusspiele 2022
6. 1 2  
Stefan Duksch: Bewegliche Immobilien, Rezension in der Zeitschrift spielbox 2/2022, S. 40–41.
7. ↑  
Udo Bartsch: Die wandelnden Türme, Rezension auf „Rezensionen für Millionen“,  12. Mai 2022; abgerufen am 7. April 2023.
8. ↑  
Die wandelnden Türme, Rezension auf „brettspielblog.ch“; abgerufen am 7. August 2022.
9. ↑  
Dirk Janßen: Die wandelnden Türme, Rezension auf „reich-der-spiele.de“, 16. September 2022; abgerufen am 7. August 2022.
10. ↑  Mensa Select Games, abgerufen am 3. Juni 2023.